# Tremseh
Tremseh (tiếng Ả Rập: التريمسة, al-Turaymisah), hoặc trong các phương ngữ khác nhau là Tremseh, Treimsa, Taramsah, Taramseh ở Tỉnh Hama ở miền bắc Syria. Đó là khoảng 22 dặm về phía tây bắc của trung tâm thành phố Hama. Các địa phương lân cận bao gồm trung tâm huyện Mahardah và Shaizar ở phía đông, Khunayzir ở phía đông nam, Asilah ở phía nam, Safsafiyah ở phía tây nam, Asharnah và Tell Salhab ở phía tây, al-Jalmah ở phía bắc và Kafr Hud ở phía đông bắc. Theo Cục Thống kê Trung ương Syria (CBS), Tremseh có dân số là 6,926 trong cuộc điều tra dân số năm 2004. Thị trấn được báo cáo có dân số từ 7.000 đến 11.000.
Năm 1838, Tobseh được phân loại là một ngôi làng bị bỏ hoang bởi học giả Eli Smith.
Tremseh là nơi diễn ra Trận Tremseh vào tháng 7 năm 2012. Các cư dân ở đây hầu hết là người Hồi giáo Sunni.